# عادات وتقاليد (مسلسل)

مسلسل "عادات وتقاليد"

عادات وتقاليد مسلسل مصري اجتماعي عائلي يتناول أهم العادات والتقاليد التي تحدث في المجتمع المصري، من تأليف الكاتب عبد الله بركات وإخراج حمادة عبد الوهاب. «عادات وتقاليد» هي أشهر المسلسلات المصرية التي قدمت في أوائل السبعينات والتي ارتبط بها الناس، وعند مشاهداتها يستعيد المشاهد الكثير من الذكريات، من أشهر الشخصيات "حفيظة هانم" وقامت بدورها الفنانة عقيلة راتب مع الفنان عبد العظيم عبد الحق في دور "حسان" والثنائى عبد الحفيظ التطاوي في دور "الشيخ سنطاوي" والذي اشتهر بجملته الشهيرة «ناعسه يا همي الكبير» وقامت بدور "ناعسة" الفنانة هدى زكي، كانت تنهي كل حلقة منها بجملة «توبة والنبي توبة» على لسان بطلتها، وارتبط الجمهور كثيرا بهذه الحلقات.  
بلغ عدد حلقات المسلسل 338 حلقة.
يقدم المسلسل قناعات وطقوس لأناس عاشوا في الماضي القريب والبعض مازال متواجد، والكثيرين يقدسون العادات والتقاليد مهما كان فيها من تخلف وجهل، لذلك الكثير من العادات والتقاليد تحتاج للحذف من قاموس حياتنا اليومية والدراما كانت وسيلة لذلك.

## طاقم التمثيل
- عقيلة راتب: في دور حفيظة هانم
- عبد العظيم عبد الحق: في دور حسان
- عبد الحفيظ التطاوي: في دور الشيخ سنطاوي
- هدى زكي: في دور ناعسة

بالاشتراك مع: نور الشريف – أشرف عبد الغفور – صلاح السعدني – مشيرة إسماعيل – سلوى محمود – تهاني راشد - صبري عبد العزيز – ليلى طاهر – جلال عيسى– سمير صبري – أحمد بدير – رشوان توفيق – نبيل العشري – زينب وهبي - سعاد شاهين – صلاح يحيى – سمير حافظ – رشدي خليفة – عصام العشري – محمد أبو الفتوح – إسماعيل عبد المجيد – شوشو جميل – محمد أحمد المصري – نبوية سعيد – رجاء عبد الحميد – محسن عبد الرحمن – ماجد توفيق – أحمد شوقي – فتحية المليجي – رشدي محمد – محمد جلال – فخري عازر– حسين عرفان – أحمد حسين – فرجاني محمد علي – صافيناز الجندي – خديجة محمود – جمال شبل – إسماعيل ندا – عبد الرازق حسين – ماجد فهمي – حسين عبد المجيد – يوسف عبد الفتاح – عبد الحميد تهامي – نازك كامل – سهير رضا – عزت عبد الجواد – مصطفى الشامي – حسن شبل – أحمد عز الدين – فاطمة وجدي – دليلة – نرجس بدر – تغريد عبد الحميد – أحمد سلامة – زهير شلبي – حمدي مرسي – منى قطان – فاروق عزمي – سمير ضياء – كمال رزق – عزة فؤاد – أسعد مصطفى – فيفي يوسف – رشاد حامد – فتحي سليمان – نعيم عيسى – عواطف رمضان – أمين عنتر – زوزو مصطفى – أسامة حسين – نبيل الشاذلي – سماح – عمر ناجي – عبد الفتاح غبن – سيد عبد الفتاح – قدرية كامل – محمود سلامة.

## إعادة عرض المسلسل
بدأ التلفزيون المصري إعادة عرض حلقات مسلسل «عادات وتقاليد» في يونيو 2016، على قناة «ماسبيرو زمان»، وكان التليفزيون المصري قد بدأ في عام 2014 التحضير لتصوير حلقات جديدة من «عادات وتقاليد»، وبدأ المخرج أحمد صقر، رئيس قطاع الإنتاج بالتليفزيون المصرى، التفاوض مع «نور الشريف» لبطولة المسلسل، والاتفاق مع السيناريست أبو العلا السلامونى لكتابة الخمسة عشر حلقة الأولى من المسلسل.
كانت بطلة المسلسل في حلقاته القديمة «عقيلة راتب» (كانت تنهي كل حلقة منها بجملة «توبة والنبي توبة»، وارتبط الجمهور كثيراً بهذه الحلقات، وتأثروا بالرسائل التي كانت ترسلها لهم عقيلة من خلالها) قد انتهت حياتها الفنية نهاية حزينة عندما فقدت البصر خلال تمثيلها في فيلم «المنحوس» للمخرج صلاح حبيب عام 1987 إلا أنه لالتزامها الشديد أصرت على استكمال هذه المشاهد حتى لا يخسر المنتج ولا توقف التصوير، وظلت النجمة الكبيرة آخر 10 سنوات من حياتها فاقدة البصر وبعيدة عن الأضواء، وبمجرد أن نشرت الصحف خبر فقد عقيلة راتب لبصرها انهالت الرسائل والمكالمات من الجمهور والأطباء لتقديم المساعدة للفنانة التي أمتعت أجيالًا بفنها، حتى أن أحد المواطنين أرسل خطابًا نشر في جريدة الأهرام بتاريخ 17 يوليو 1992 يعرض فيه التبرع بإحدى عينيه للفنانة التي كتبت عنها الأهرام أنها أصبحت تعيش في الظل.
لم يتم الاتفاق مع نور الشريف على العمل في حلقات جديدة للمسلسل وبذلك انتهت فكرة استكمال الحلقات في الألفية الثانية.

## وصلات خارجية
- عادات وتقاليد (مسلسل)
- عادات وتقاليد (مسلسل) على موقع السينما
- مسلسل عادات وتقاليد على يوتيوب
- مسلسل عادات وتقاليد على يوتيوب
- مسلسل عادات وتقاليد على يوتيوب
- مسلسل عادات وتقاليد على يوتيوب